# Ryan Cartwright
Ryan Cartwright est un acteur anglais, né le 14 mars 1981 à Birmingham (Angleterre).

## Biographie
Cartwright est né le 14 mars 1981 à Birmingham en Angleterre.

Il vit à Los Angeles, en Californie depuis 2006.

## Vie privée
Il n'était pas fiancé auparavant et garde sa vie personnelle sous un voile d'obscurité.

## Carrière
Son premier rôle professionnel est venu à 12 ans dans Annie du Far West à l'Hippodrome de Birmingham. À 15 ans il s'est fait un nom dans la série ITV d'Amanda Holden, The Grimleys (1999), alors qu'il était encore à l'école.
De 2008 à 2011, il tient le rôle récurrent de Vincent Nigel-Murray, interne en anthropologie légale dans la série Bones.
Ryan Cartwight joue le rôle de Gary Bell dans la série Alphas (2011), un jeune homme autiste, capable de voir et d’interagir avec toutes les transmissions par ondes électromagnétiques (téléphone, radio, télévision), excepté celles générées par les Nokia dont le protocole est différent. Il vit avec sa mère qui était son seul contact humain avant son intégration dans l'équipe.
En octobre 2012, Ryan Cartwright a obtenu un rôle dans l'épisode 8 de la sixième saison de la série télévisée The Big Bang Theory,.

## Filmographie

### Cinéma

#### Films
- 2008 : Medieval Pie : Territoires vierges : Ghino
- 2011 : Sironia : Nick
- 2015 : Vive les vacances (Vacation) de John Francis Daley et Jonathan M. Goldstein : Terry
- 2016 : Independence Day: Resurgence : Assistant de David

### Télévision

#### Téléfilms
- 2008 : Enquête de vacances : Nigel Forsythe III

#### Séries télévisées
- 1998 : Microsoap : David Smart
- 2000 : Doctors : Henry Lincoln
- 2002 : All About Me : Peter
- 2002 : Franchement bizarre Harris Pembleton
- 2003 : Hardware : Steven "Steve" (12 épisodes)
- 2005 : Look Around You : Sam McNamara
- 2008-2011 : Bones : Vincent Nigel-Murray (11 épisodes-saison 4 à 6)
- 2009 : Mad Men : John Hooker
- 2011-2012 : Alphas : Gary Bell (principal)
- 2012 : The Big Bang Theory : Cole
- 2014 : Warehouse 13 : Oswald
- 2014 : Mom : Jeff (4 épisodes)
- 2015 : Sin City Saints : Wade (8 épisodes)
- 2015 : Truth Be Told : Josh (1 épisode)
- depuis 2016 : Kevin Can Wait : Chale (principal, 22 épisodes)

## Voix françaises
En France, Jérôme Berthoud est la voix française la plus régulière de Ryan Cartwright.

### EnFrance
- Jérôme Berthoud dans[7] :
  - Enquête de vacances (téléfilm)
  - Bones
  - Mad Men
  - Alphas